# Biblioteca do Estado Russo
A Biblioteca do Estado Russo (em russo: Российская государственная библиотека, trans.: Biblioteca Estatal da Rússia) é a biblioteca nacional da Rússia e está situada em Moscovo. Não deve confundir com a Biblioteca Nacional Russa, situada em São Petersburgo. É a terceira biblioteca maior do mundo por número de livros, com mais de 17 milhões de volumes, e a maior do país.

## História
A biblioteca remonta suas origens até julho de 1862, quando se inaugurou como primeira biblioteca pública de Moscovo, dentro do Museu Rumyántsev. Depois da revolução bolchevique, ampliaram-se seus fundos e procurou-se novo espaço para ela. Desde 1925 chamou-se Biblioteca Lenin da URSS, conservando tal apelativo até a queda do regime soviético em 1991, quando se rebatizou com sua denominação atual. Ocupa diversos edifícios dado o grande tamanho de suas coleções, que incluem publicações periódicas (13 milhões), mapas (150 000), partituras musicais e registos sonoros (350 000). Seus fundos estendem-se a mais de 200 línguas; a percentagem total de fundos da biblioteca em outras língua quase chega ao 30%. Entre 1922 e 1991, existiu a obrigação de depositar uma instância da cada livro publicado na URSS, prática que continua hoje referida à Federação de Rússia.